# Stift Fröndenberg
Das Stift Fröndenberg in Fröndenberg wurde vom Kölner Erzbischof Heinrich von Molenark zwischen 1225 und 1230 als Zisterzienserinnenkloster gegründet. Ende des 16. Jahrhunderts wurde es in ein Damenstift umgewandelt. Die Stiftskirche dient heute als evangelische Pfarrkirche.

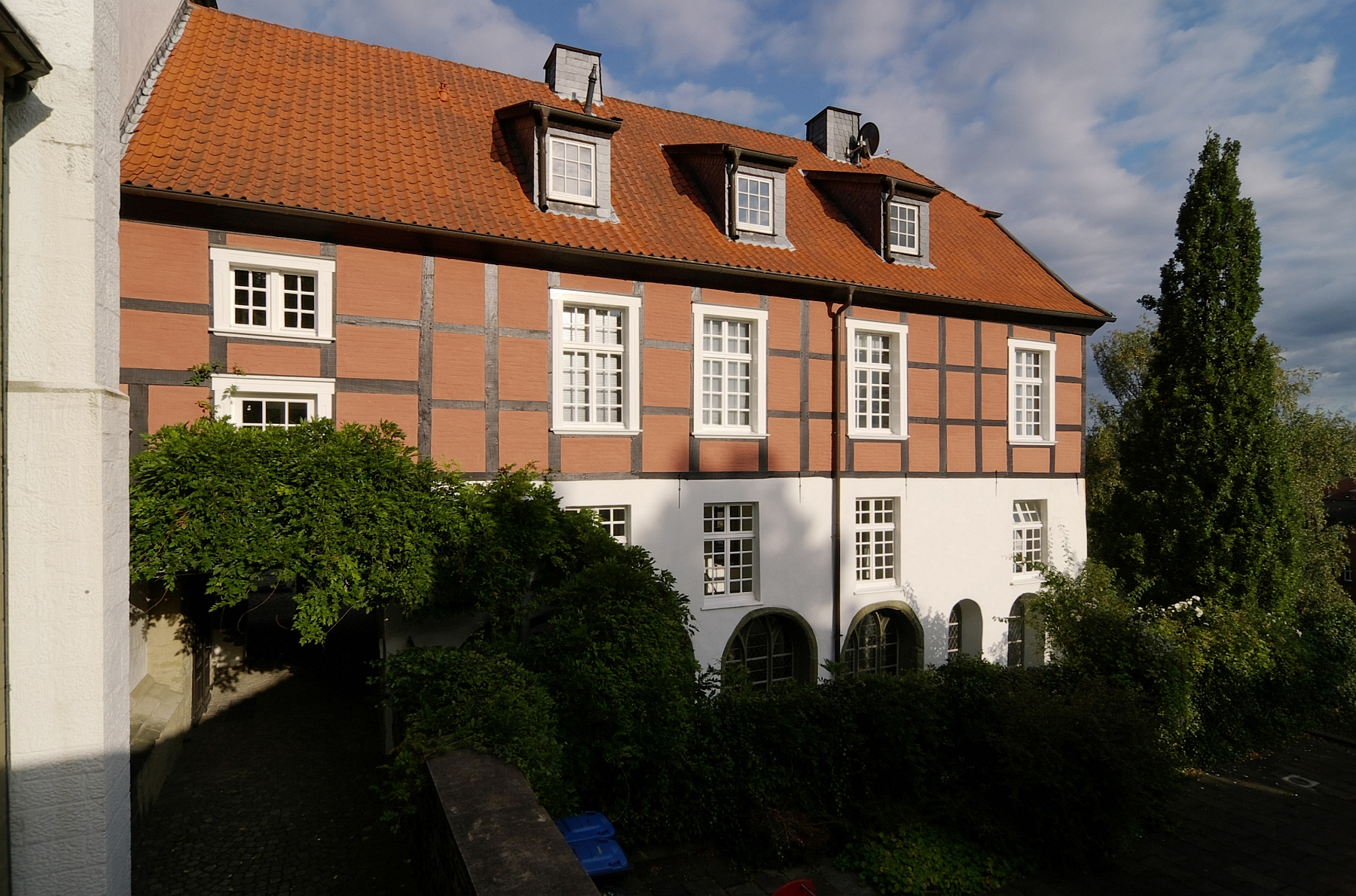
Teil der Stiftsgebäude mit Kreuzgangresten

## Geschichte
Otto von Altena finanzierte die Stiftung. Die Zisterzienserinnen kamen aus Hoven, heute Zülpich. Schutzpatron war neben der Jungfrau Maria der Märtyrer Mauritius. Ottos Schwester Richardis wurde die erste Äbtissin, wie Urkunden aus den Jahren 1257 bis 1270 bezeugen. Zwischen 1262 und 1391 war die Stiftskirche Grablege der Grafen von der Mark. 
Im 16. Jahrhundert wurde das Kloster in ein freiweltliches Damenstift umgewandelt. Etwa 1650 wurde es zu einem konfessionsübergreifenden Simultanstift, in dem die unverheirateten Töchter des evangelischen-lutherischen, des evangelisch-reformierten und römisch-katholischen Adels versorgt wurden.
Das Stift verfügte über 187 landwirtschaftliche Betriebe in bis zu 20 km Umkreis. Noch im Jahre 1805 erhielt das Stift die Genehmigung zum Bau einer Brücke über die Ruhr. Das Stift wurde zum 1. Januar 1812 im Zuge der Säkularisation aufgelöst.

## Baulichkeiten

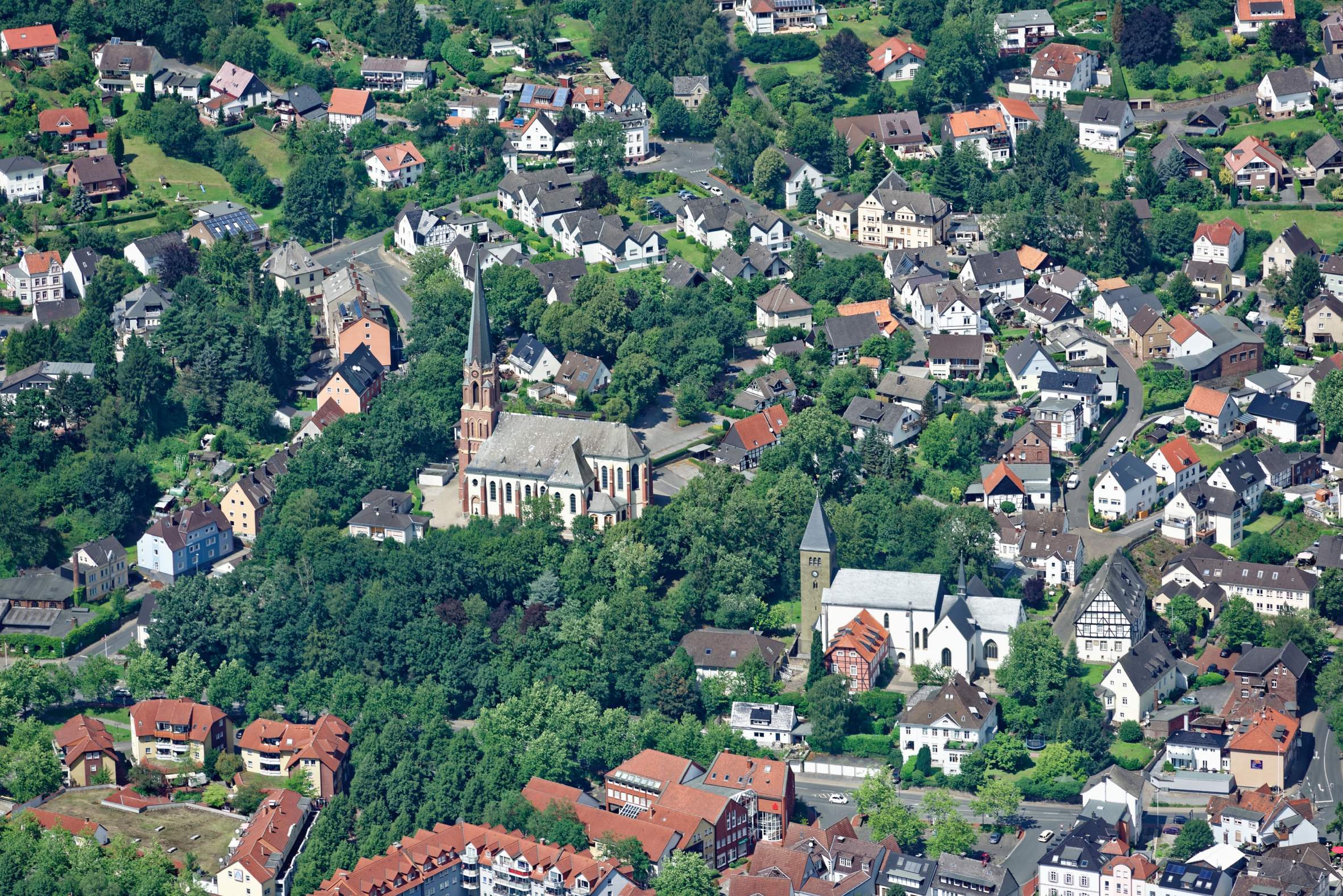
Marienkirche und Stiftskirche Fröndenberg

Der Stiftsbereich liegt auf einer zur Ruhr hin abfallenden Geländestufe. Es war früher von einer Mauer umgeben. Die beiden Abteigebäude von 1607 und 1661, das angrenzende Boeselagerhaus, errichtet von der Stiftsdame Clara von Boeselager 1783, und das Stiftshaus aus dem Jahre 1661 mit der Inschrift „Ida Plettenberg von Plettenberg aus Lenhausen und Bergstraße, Äbtissin in Fröndenberg, ließ mich aus eigenen Mitteln erbauen“ sind heute noch erhalten. Direkt an der Kirche sind auch noch Reste des Kreuzgangs mit Rund- und Spitzbogenarkaden erhalten. 
Bei der Kirche handelt es sich um eine gotische Saalkirche mit einem geraden Ostschluss. Der Bau verfügt über einen zentralen Dachreiter. 
Der Bau der Kirche aus Kleinquadern aus Grünsandstein begann in der Mitte des 13. Jahrhunderts mit dem Chor, der Vierung und den Querarmen. Dieser Bauteil besteht aus etwa quadratischen Jochen. Der Bau wurde fortgesetzt mit dem Ostjoch des Langhauses. Zwei etwas breitete Joche im Westen waren für die Nonnenempore nötig. Der Bau der Obergaden und die Wölbung der Emporenjoche wird auf die Zeit um 1300 datiert.